# 青云镇 (平昌县)
青云镇，是中华人民共和国四川省巴中市平昌县下辖的一个乡镇级行政单位。

## 行政区划
青云镇下辖以下地区：
青林社区、龙寨村、中包村、华严村、通马村、斗阵村、石院村和天城村。